# Circuit Pau-Arnos

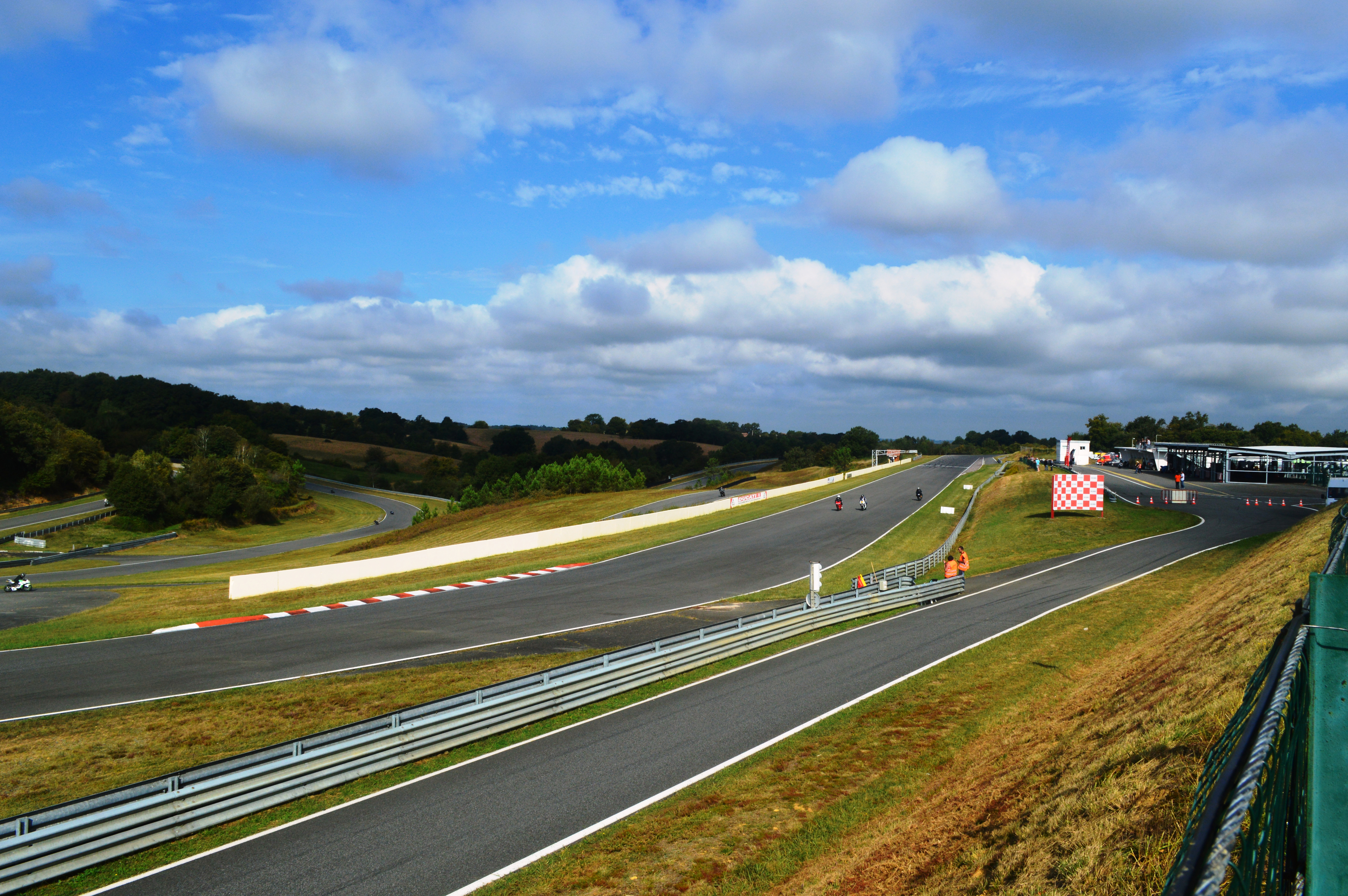
Circuit Pau-Arnos

Circuit auto et moto Pau-Arnos är en 3 030 meter lång racerbana belägen 23 kilometer utanför staden Pau i Frankrike.